# Saison 2 de The Originals
Chronologie
Saison 1 Saison 3
Cet article présente les vingt-deux épisodes de la deuxième saison de la série télévisée américaine The Originals.

## Synopsis
Dans cette saison, Niklaus Mikaelson fait tout ce qu'il peut pour garder secrète la naissance de sa fille Hope de ses ennemis. Il voit ainsi le retour de sa famille, à savoir ses frères Finn et Kol ainsi que sa mère Esther, qui sont parvenus à revenir à la vie en habitant les corps de plusieurs sorciers très puissants. Une terrible lutte fratricide s'engage alors. Quant au père de la fratrie, Mikael, qui a réussi à ressusciter à la fin de la saison précédente grâce à Davina, pourchasse désormais Klaus sans relâche, armé du pieu en chêne blanc. Tandis que Rebekah est chargée de protéger Hope au péril de sa vie, Elijah et Hayley se rapprochent alors que celle-ci, récemment transformée en hybride doit se marier avec Jackson afin de protéger la meute de loups-garous résidant dans le Bayou. Alors que les frères Mikaelson sont sur le point de conclure une trêve, Rebekah, prise au piège dans une maison hantée, fait la connaissance de leur sœur longtemps disparue Freya, dont l'existence avait été cachée par leur mère Esther alors qu'ils étaient enfants. Freya leur raconte comment elle a été emmenée loin de sa famille et obtient ainsi la confiance de Rebekah et Elijah, mais Klaus, lui, reste méfiant envers sa sœur qu'il considère comme une menace potentielle. Alors que tout semble revenir à la normale, la famille Originelle voit apparaître une nouvelle menace mortelle pour Hope ; leur tante Dahlia, sœur d'Esther et sorcière la plus puissante de tous les temps débarque à la Nouvelle-Orléans. Dahlia est revenue pour s'approprier la fille de Klaus et se servir de ses pouvoirs pour se libérer d’un sort qui la condamne à vivre une année chaque 100 ans de sommeil. Elle met donc tout en œuvre pour monter la fratrie Mikaelson contre Klaus...

## Distribution

### Acteurs principaux
- Joseph Morgan (VF : Sébastien Desjours) : Niklaus Mikaelson
- Daniel Gillies (VF : Arnaud Arbessier) : Elijah Mikaelson
- Phoebe Tonkin (VF : Charlotte Corréa) : Hayley Marshall
- Charles Michael Davis (VF : Namakan Koné) : Marcel Gerrard
- Danielle Campbell (VF : Kelly Marot) : Davina Claire
- Leah Pipes (VF : Barbara Delsol) : Camille O'Connell
- Yusuf Gatewood (VF : Raphaël Cohen) : Vincent Griffith (à partir de l’épisode 15) / Finn Mikaelson (épisodes 1 à 15)

### Acteurs récurrents
- Sebastian Roché (VF : Emmanuel Gradi) : Mikael Mikaelson (épisode 1, 2, 4, 5, 9, 10, 15 et 18)
- Steven Krueger (VF : Nessym Guetat) : Joshua « Josh » Rosza
- Chase Coleman (en) (VF : Yvan Goldmann) : Oliver (épisodes 1 à 7)
- Nathan Parsons (VF : Franck Monsigny) : Jackson Kenner
- Daniel Sharman (VF : Julien Alluguette) : Kaleb Westphall / Kol Mikaelson
- Colin Woodell (VF : Fabrice Fara) : Aiden
- Natalie Dreyfuss (VF : Marie Giraudon) : Cassie / Esther Mikaelson
- Sonja Sohn (VF : Isabelle Leprince) : Lenore Shaw / Esther Mikaelson
- Nishi Munshi (VF : Stéphanie Hedin) : Gia
- Maisie Richardson-Sellers (VF : Olivia Luccioni) : Eva Sinclair / Rebekah Mikaelson (dès l'épisode 9)
- Debra Mooney (VF : Coco Noël) : Mary Dumas[2]
- Riley Voelkel (VF : Philippa Roche) : Freya Mikaelson (dès l’épisode 9)
- Claudia Black (VF : Laurence Charpentier) : Dahlia, la sœur aînée d'Esther[3]
- Meg Foster (VF : Pascale Jacquemont) : Josephine LaRue

### Invités
- Yohance Myles : Joe Dayton (épisode 1 et 11)
- Elle Graham : Esther Mikaelson jeune (épisode 6)
- Kristin Erickson : Dahlia jeune (épisode 6)
- Jeremy Sample : Warlock (épisode 10)
- Dexter Tillis : Major (épisode 11)
- Keri Lynn Pratt : Marie-Alice Claire (épisode 9)
- Aleeah Rogers : Astrid Malchance (épisode 9)

### Special Guest Stars
- Claire Holt (VF : Adeline Moreau) : Rebekah Mikaelson (épisodes 1, 8, 9 et 22, brève apparition dans l’épisode 10)
- Peta Sergeant (VF : Gaëlle Savary) : Francesca Correa / Guerrera (épisode 1)
- Nathaniel Buzolic (VF : Nathanel Alimi) : Kol Mikaelson (épisodes 2 et 9)
- Alice Evans (VF : Dominique Vallée) : Esther Mikaelson (épisodes 3 , 5 , 22)
- Nina Dobrev (VF : Caroline Lallau) : Tatia Petrova (épisode 5)
- Lloyd Owen (VF : Jérémie Covillault) : Ansel, le père de Klaus (épisodes 6 et 7)

## Production

### Développement
Le 13 février 2014, la série a été renouvelée pour cette deuxième saison.

### Casting
En mai 2014, Daniel Sharman a obtenu un rôle majeur et Nathaniel Buzolic a été confirmé pour reprendre son rôle de Kol Mikaelson lors de cette saison.
En juillet 2014, Claire Holt, bien qu'elle intègre le casting principal de la nouvelle série Aquarius, elle sera présente avec un statut de récurrente lors de la saison.
En août 2014, Colin Woodell a obtenu un rôle récurrent lors de cette saison.

### Diffusions
Aux États-Unis, elle est diffusée en simultané à partir du 6 octobre 2014 sur The CW et CHCH-DT Hamilton et CHNU-DT Vancouver, au Canada.
- La diffusion francophone se déroule ainsi :

Au Québec, la saison est diffusée depuis le 2 février 2016 sur Ztélé
En France, la saison sera diffusée à partir du 3 avril 2016 sur Série Club
Aucune diffusion concernant les autres pays francophones n'a été annoncée.

## Liste des épisodes
Note : Lors de la diffusion dans les pays francophones, les titres d'épisodes ne sont parfois pas les mêmes. Ainsi, les premiers titres indiqués correspondent à ceux utilisés dans le pays de première diffusion en français, étant prioritaire, les autres sont indiqués en second le cas échéant.

### Épisode 1:Renaissance
- États-Unis /  Canada : 6 octobre 2014 sur The CW[12] / CHCH-DT
- Québec : 2 février 2016 sur Ztélé[10]
- France : 3 avril 2016 sur Série Club

- États-Unis : 1,37 million de téléspectateurs[13] (première diffusion)

Klaus s'engage à abattre toutes personnes qui constituent une menace pour le bébé. Après s’être enfermé plusieurs mois dans son domaine, il sollicite l'aide de Marcel et d’Elijah pour élaborer sa vengeance contre les loups garous. En attendant, avec la perte de sa fille et la difficulté qu’elle a pour s’adapter à son nouveau statut d’hybride, Hayley traverse une descente aux enfers.
Exilé par les loups-garous, qui contrôlent maintenant le quartier français, Marcel est encore sous le choc de la destruction de sa famille de vampires et tente de reconstruire sa maison avec le soutien de Josh.

### Épisode 2:Les Parents terribles
- États-Unis /  Canada : 13 octobre 2014 sur The CW / CHCH-DT
- Québec : 9 février 2016 sur Ztélé [10]
- France : 3 avril 2016 sur Série Club

- États-Unis : 1,29 million de téléspectateurs[14] (première diffusion)

Alors que les tensions entre Elijah et Hayley se développent, Klaus intervient et l'encourage à reprendre son poste au sein de sa meute de loup-garou. Toujours sous le contrôle de Davina, Mikael s'impatiente alors qu'elle tente de découvrir un sort qui permettrait de protéger ses proches.
Quand Elijah se tourne vers Marcel pour les aider à traquer une pièce essentielle de l'information, il est contraint de se souvenir une période du passé quand ils étaient dans de meilleures conditions.
Pendant ce temps, Davina et Kaleb se trouvent dans une situation dangereuse lorsque des visiteurs inattendus apparaissent et débarquent à leur dîner.

### Épisode 3:L'Invitation
- États-Unis /  Canada : 20 octobre 2014 sur The CW / CHCH-DT
- Québec : 16 février 2016 sur Ztélé[10]
- France : 3 avril 2016 sur Série Club

- États-Unis : 1,27 million de téléspectateurs[15] (première diffusion)

Lorsque Klaus et Elijah reçoivent une mystérieuse invitation à dîner de leur mère Esther, qui continue d’habiter le corps de Cassie, ils se préparent au pire.
Avec l’aide d’une nouvelle sorcière nommée Lenore, Klaus, Elijah et Hayley tentent de garder une longueur d’avance sur Esther, mais les choses prennent rapidement une tournure inattendue. Tandis qu’Elijah se retrouve à contrecœur à devoir faire équipe avec Gia, une vampire fraîchement transformée, Hayley est confrontée à une proposition alléchante concernant son nouveau statut d’hybride après une rencontre surprenante avec Esther.

### Épisode 4:Carnaval éternel
- États-Unis /  Canada : 27 octobre 2014 sur The CW / CHCH-DT
- Québec : 23 février 2016 sur Ztélé[10]
- France : 10 avril 2016 sur Série Club

- États-Unis : 1,31 million de téléspectateurs[16] (première diffusion)

Sachant que ce n’est qu’une question de temps avant que Klaus ne les retrouve, Davina emmène Mikael à son chalet familial dans les bois.
Lorsque Hayley obtient une information sur le fait que Vincent recrute de jeunes adolescents peu méfiants dans le but de construire une armée de loups-garous, elle sollicite l’aide d’Elijah et Marcel pour sauver le groupe. Après que Camille ait, par inadvertance, révélé à Klaus l’endroit où se trouve Davina, elle le suit pour tenter de comprendre la haine profondément enracinée qu’il a pour ses parents.
À la demande expresse de sa mère, Kaleb cherche Davina afin de localiser le pieu de chêne blanc manquant et est pris au dépourvu quand il fait une rencontre dangereuse au chalet. 

### Épisode 5:Derrière la porte...
- États-Unis /  Canada : 3 novembre 2014 sur The CW / CHCH-DT
- Québec : 1er mars 2016 sur Ztélé[10]
- France : 10 avril 2016 sur Série Club

- États-Unis : 1,09 million de téléspectateurs[17] (première diffusion)

Afin de démontrer à Elijah que son plan est ce qu’il y a de mieux pour lui, Esther l’oblige à revivre un temps lointain où il aimait une jeune femme dénommée Tatia.
Avec l’aide de Marcel, Hayley est déterminée à trouver Elijah, qui a disparu, mais elle est tiraillée quand elle découvre que Klaus est également en difficulté.
Ailleurs, Camille se retrouve dans une situation dangereuse quand Mikael la prend en otage afin d’attirer Klaus à lui, et Davina fait une découverte bouleversante concernant la véritable identité de Kaleb.
Cet épisode voit le retour de l’actrice de Vampires Diaries, Nina Dobrev.

### Épisode 6:Le Poids de la haine
- États-Unis /  Canada : 10 novembre 2014 sur The CW / CHCH-DT
- Québec : 8 mars 2016 sur Ztélé[10]
- France : 10 avril 2016 sur Série Club

- États-Unis : 1,46 million de téléspectateurs[18] (première diffusion)

Ayant assez de ses pitreries, Klaus s’énerve et exige qu'Esther libère Elijah qu’elle a capturé.
Cependant, Esther révèle quelques secrets sombres du passé de Klaus afin de tenter de lui faire une offre qu’il ne peut refuser.
Pendant ce temps, Oliver se retrouve dans une situation dangereuse, incitant Hayley à renouer avec Jackson, qui s’est fait une nouvelle vie dans le Bayou.
Ailleurs, Camille, qui croit encore que la mort du bébé Hope était de sa faute, fait équipe avec Marcel et Gia après avoir eu des soupçons concernant son conseiller pédagogique Vincent.

### Épisode 7:En plein cœur
- États-Unis /  Canada : 17 novembre 2014 sur The CW / CHCH-DT
- Québec : 15 mars 2016 sur Ztélé
- France : 17 avril 2016 sur Série Club

- États-Unis : 1,44 million de téléspectateurs[19] (première diffusion)

Quand Klaus découvre qu’Elijah a souffert de la magie d’Esther, il se rend dans le Bayou à la recherche d’un antidote, mais se rend rapidement compte qu’il n’est pas seul.
Grâce à une info rassemblée par Aiden, Hayley fait équipe avec lui, Marcel, Camille et Joshua, et lance un plan pour en finir avec Vincent en exploitant une de ses faiblesses. 
Entre-temps, avec Esther qui est décidée à mener à bien son plan, Vincent et Kaleb sont forcés de reconsidérer leurs propres stratégies.

### Épisode 8:Le Bon côté
- États-Unis /  Canada : 24 novembre 2014 sur The CW / CHCH-DT
- Québec : 22 mars 2016 sur Ztélé
- France : 17 avril 2016 sur Série Club

- États-Unis : 1,26 million de téléspectateurs[20] (première diffusion)

Rebekah, qui a passé des mois au loin vivant une vie normale avec le bébé Hope, prend la fuite quand elle réalise qu’Esther a découvert ses allées et venues. 
Convaincu que Finn et Kol seraient de puissants alliés dans sa lutte pour en finir avec Esther, Klaus met un plan en action pour tourner ses frères contre leur mère.
Pendant ce temps, Hayley est en conflit quand elle et Jackson tombent par hasard sur un ancien rituel qui libérerait leurs meutes de loups-garous de l’emprise d’Esther, mais qui l’obligerait à faire un énorme sacrifice.
Ailleurs, Rebekah est préoccupée quand elle remarque que quelque chose à changer chez Elijah

### Épisode 9:Seconde peau
- États-Unis /  Canada : 8 décembre 2014 sur The CW / CHCH-DT
- Québec : 29 mars 2016 sur Ztélé
- France : 17 avril 2016 sur Série Club

- États-Unis : 1,41 million de téléspectateurs[21] (première diffusion)

Quand Rebekah remarque un changement inhabituel dans le comportement d’Elijah, elle demande à Klaus et Hayley de la rencontrer dans un lieu sûr, les réunissant avec le bébé Hope.
Après avoir revécu des souvenirs de l’homme étrange qu’il était, Kol s’ouvre à Davina à propos de son ressentiment envers ses frères et sœur et fait la lumière sur un sort qu’il a créé en 1914.
Entre-temps, lorsque Camille découvre que le plan d’Esther va mettre sa vie en danger, elle exige des réponses de Vincent, qui reste ferme dans ses convictions.

### Épisode 10:La Prison
- États-Unis /  Canada : 19 janvier 2015 sur The CW / CHCH-DT
- Québec : 5 avril 2016 sur Ztélé
- France : 24 avril 2016 sur Série Club

- États-Unis : 1,52 million de téléspectateurs[22] (première diffusion)

Avec Finn en liberté et prêt à tout pour se venger, Klaus emmène Camille en lieu sûr tandis que lui et Hayley retournent dans leur enceinte.
Hayley et Jackson conçoivent un plan pour rassembler les vampires et les loups-garous afin d’envisager une trêve, mais les tensions grandissent quand Finn lance un sort sur l’enceinte, piégeant les deux espèces ensemble. Pendant ce temps, Elijah s’inquiète quand Rebekah ne revient pas au refuge, ce qui incite Klaus à affronter Kol pour obtenir des réponses.

### Épisode 11:L'Armée des damnés
- États-Unis /  Canada : 26 janvier 2015 sur The CW / CHCH-DT
- Québec : 12 avril 2016 sur Ztélé
- France : 24 avril 2016 sur Série Club

- États-Unis : 1,74 million de téléspectateurs[23] (première diffusion)

Plus puissant que jamais, Finn crée un sort complexe qui lui permet de prendre la main et de piéger ses frères Klaus et Elijah. 
Réalisant que Kol est également en difficulté, Davina n’a d’autre choix que de faire équipe avec les originels pour aider.
Après les événements meurtriers, Marcel doit tenter de calmer son instable meute de vampires souffrants, tout en se rappelant ses jours en tant que soldat pendant la Première Guerre mondiale quand ses qualités de leader furent également mises à l’épreuve.

### Épisode 12:Confidences
- États-Unis /  Canada : 2 février 2015 sur The CW / CHCH-DT
- Québec : 19 avril 2016 sur Ztélé
- France : 24 avril 2016 sur Série Club

- États-Unis : 1,47 million de téléspectateurs[24] (première diffusion)

Après une série de rencontres étranges, Rebekah est intriguée par une mystérieuse jeune fille qui vient d’arriver à l’asile d’aliénés.
Au Bayou, Hayley a du mal à être sincère avec Jackson par rapport aux secrets qu’elle garde et est surprise quand il partage son propre secret impliquant les parents de Hayley. Pendant ce temps, après avoir appris les détails d’un rituel de mariage particulier que Hayley et Jackson doivent accomplir, Klaus se rend dans le Bayou pour mettre un terme à cela, mais pas avant de tomber sur Mary, la grand-mère de Jackson.
Ailleurs, Vincent reste déterminé à découvrir le secret qu’il sait que Klaus cache et jette son dévolu sur Marcel pour obtenir des réponses.

### Épisode 13:Le Serment d'allégeance
- États-Unis /  Canada : 9 février 2015 sur The CW / CHCH-DT
- Québec : 26 avril 2016 sur Ztélé
- France : 1er mai 2016 sur Série Club

- États-Unis : 1,22 million de téléspectateurs[25] (première diffusion)

Plus dangereux que jamais, Finn garde une longueur d’avance après avoir uni ses forces avec un puissant personnage de son passé.
Alors que la vie de Hope est de plus en plus menacée, Klaus se rend compte qu’il n’a d’autre choix que de placer sa confiance en ses frères et sœur pour s’assurer qu’elle reste protégée. 

### Épisode 14:Je t'aime, adieu
- États-Unis /  Canada : 16 février 2015 sur The CW / CHCH-DT
- France : 1er mai 2016 sur Série Club
- Québec : 3 mai 2016 sur Ztélé

- États-Unis : 1,44 million de téléspectateurs[26] (première diffusion)

### Épisode 15:La Course du temps
- États-Unis /  Canada : 9 mars 2015 sur The CW / CHCH-DT
- France : 1er mai 2016 sur Série Club
- Québec : 10 mai 2016 sur Ztélé

- États-Unis : 1,4 million de téléspectateurs[27] (première diffusion)

Quand une dangereuse prise de bec avec une assemblée de sorcières vengeresses force Rebekah à s’aligner avec Marcel, ils découvrent rapidement que le corps que Rebekah occupe actuellement a un passé mouvementé.
Après avoir appris que Rebekah est en danger, Elijah cherche une ancienne sorcière respectée, Josephine, dans l’espoir qu’elle puisse offrir son assistance. Pendant ce temps, des tensions grandissent quand Klaus se querelle avec Hayley et Jackson quant à la meilleure façon de protéger Hope de Finn.

### Épisode 16:Sauvez mon âme
- États-Unis /  Canada : 16 mars 2015 sur The CW / CHCH-DT
- France : 8 mai 2016 sur Série Club
- Québec : 17 mai 2016 sur Ztélé

- États-Unis : 1,25 million de téléspectateurs[28] (première diffusion)

Doutant de sa véritable loyauté, Klaus invite Freya à venir dans son antre afin d’en savoir plus sur son passé avec Dahlia.
Après une série de visions étranges, Rebekah commence à réaliser que le corps qu’elle habite tente de reprendre le contrôle. La vie de Rebekah étant en jeu, Marcel met ses talents de négociateur à l’épreuve quand il se tourne vers Vincent, qui pourrait avoir un certain savoir qui pourrait les aider.

### Épisode 17:Le Rite des Neuf
- États-Unis /  Canada : 6 avril 2015 sur The CW / CHCH-DT
- France : 8 mai 2016 sur Série Club
- Québec : 24 mai 2016 sur Ztélé

- États-Unis : 1,12 million de téléspectateurs[29] (première diffusion)

Lorsque le retour d'Eva Sinclair laisse Rebekah piégée et impuissante, Klaus est forcé de mettre de côté sa méfiance pour Freya afin de sauver la vie de Rebekah.
Pendant ce temps, Hayley et Elijah en apprennent plus sur le passé violent d'Eva grâce à Josephine, qui fait alors une révélation surprenante sur l’avenir de Hayley.

### Épisode 18:Les Yeux de la nuit
- États-Unis /  Canada : 13 avril 2015 sur The CW / CHCH-DT
- France : 8 mai 2016 sur Série Club
- Québec : 31 mai 2016 sur Ztélé

- États-Unis : 1,01 million de téléspectateurs[30] (première diffusion)

Prêt à tout pour trouver un moyen de vaincre Dahlia, Klaus se retrouve bientôt face-à-face avec une autre menace mortelle Mikael.
Pendant ce temps, tandis que Hayley et Rebekah travaillent avec Freya pour suivre les allées et venues de Dahlia, Elijah et Marcel préparent un lieu sûr à Alger avec l’aide de Joséphine. Ailleurs, déterminé à protéger Hayley et Hope, Jackson expose à Hayley une idée risquée qui la laisse indécise.

### Épisode 19:L'Ultimatum
- États-Unis /  Canada : 20 avril 2015 sur The CW / CHCH-DT
- France : 15 mai 2016 sur Série Club
- Québec : 7 juin 2016 sur Ztélé

- États-Unis : 1,3 million de téléspectateurs[31] (première diffusion)

### Épisode 20:L'Origine de la haine
- États-Unis /  Canada : 27 avril 2015 sur The CW / CHCH-DT
- France : 15 mai 2016 sur Série Club
- Québec : 14 juin 2016 sur Ztélé

- États-Unis : 1,2 million de téléspectateurs[32] (première diffusion)

Quand Dahlia trouve un moyen habile pour attirer l'attention de Klaus, elle révèle quelques détails surprenants sur bébé Hope et le laisse avec une proposition alléchante à considérer. Par ailleurs, tandis qu'Elijah et Freya se retrouvent avec des points de vues divergents sur la meilleure façon de gérer l'échéance imminente de Dahlia, Rebekah, Davina et Camille travaillent ensemble pour venir avec leur propre stratégie.
Pendant ce temps, à la suite d'une discussion tendue entre Elijah et Jackson dans le bayou, Hayley doit prendre une décision difficile au sujet de son avenir et de celui de Hope.

### Épisode 21:La Malédiction de la reine
- États-Unis /  Canada : 4 mai 2015 sur The CW / CHCH-DT
- France : 15 mai 2016 sur Série Club
- Québec : 21 juin 2016 sur Ztélé

- États-Unis : 1,14 million de téléspectateurs[33] (première diffusion)

Après avoir découvert qu’il a été trahi par ses propres frère et sœurs, Klaus fait équipe avec un allié invraisemblable.
Même en sachant Klaus en cavale, Elijah, Rebekah et Freya vont de l’avant, avec leur plan visant à attirer Dahlia et l’éliminer une fois pour toutes.
Hayley et Jackson tentent de s’échapper à travers le bayou inondé, alors même que Marcel se retrouve pourchassé par une nouvelle menace très dangereuse.

### Épisode 22:Anéanti
- États-Unis /  Canada : 11 mai 2015 sur The CW[34] / CHCH-DT
- France : 15 mai 2016 sur Série Club
- Québec : 28 juin 2016 sur Ztélé

- États-Unis : 1,19 million de téléspectateurs[35] (première diffusion)

Alors que le temps presse, le plan de Klaus pour protéger Hope coûte que coûte continue à prendre forme.
Alors que les tensions entre les frères et sœurs deviennent critiques, Cami révèle une information essentielle qui oblige Elijah et Rebekah à reconsidérer leur plan d’attaque contre Dahlia.
Davina est à deux doigts d’accomplir la promesse qu’elle avait faite à Kol, le ramener à la vie, tandis que Freya est obligée de prendre des mesures drastiques pour se protéger.
Marcel doit mettre de côté sa fureur contre Klaus pour se protéger, lui et les siens.
Vincent se retrouve déchiré entre les perspectives d’une vie sans magie, loin de Nouvelle-Orléans, et une obligation morale de protéger Davina.